# Puchar Świata w narciarstwie alpejskim 2010/2011
Sezon 2010/2011 Pucharu Świata w narciarstwie alpejskim rozpoczął się 22 października 2010 tradycyjnie już w austriackim Sölden, a następne starty odbyły się 13 i 14 listopada w Levi. Ostatnie zawody z tego cyklu zostały rozegrane 20 marca 2011 w szwajcarskiej miejscowości Lenzerheide. Rozegranych zostało 38 konkurencji dla kobiet i 39 konkurencji dla mężczyzn. Wśród kobiet Puchar Świata zdobyła Maria Riesch, która zdobyła 1728 punktów, wyprzedzając o zaledwie 3 punkty zeszłoroczną tryumfatorkę Lindsey Vonn. Amerykance nie dopisało szczęście, bowiem odwołano jej koronną konkurencję, czyli supergigant w finałach pucharu świata, gdyby nie ten fakt prawdopodobnie Vonn zdobyłaby kryształową kulę czwarty raz z rzędu. Na trzeciej pozycji uplasowała się Słowenka Tina Maze. Natomiast wśród mężczyzn triumfował Chorwat Ivica Kostelić tytuł ten zagwarantował sobie już tydzień wcześniej przed finałami, zdobywając łączną liczbę 1356 punktów. Drugi był Szwajcar Didier Cuche a trzecią lokatę zajął jego rodak zeszłoroczny triumfator Carlo Janka.
Najważniejszym startem w tym sezonie była rywalizacja o mistrzostwo świata w Garmisch-Partenkirchen.

## Puchar Świata w narciarstwie alpejskim kobiet
Wśród kobiet pucharu świata z sezonu 2009/10 nie obroniła Lindsey Vonn Zajęła 2 miejsce
W poszczególnych klasyfikacjach tryumfowały:
- zjazd  Lindsey Vonn
- slalom  Marlies Schild
- gigant  Viktoria Rebensburg
- supergigant  Lindsey Vonn
- superkombinacja  Lindsey Vonn

## Puchar Świata w narciarstwie alpejskim mężczyzn
Pucharu świata z sezonu 2009/10 nie obronił Carlo Janka Zajął 3 miejsce
W poszczególnych klasyfikacjach tryumfowali:
- zjazd  Didier Cuche
- slalom  Ivica Kostelić
- gigant  Ted Ligety
- supergigant  Didier Cuche
- superkombinacja  Ivica Kostelić